# Tirso de Molina

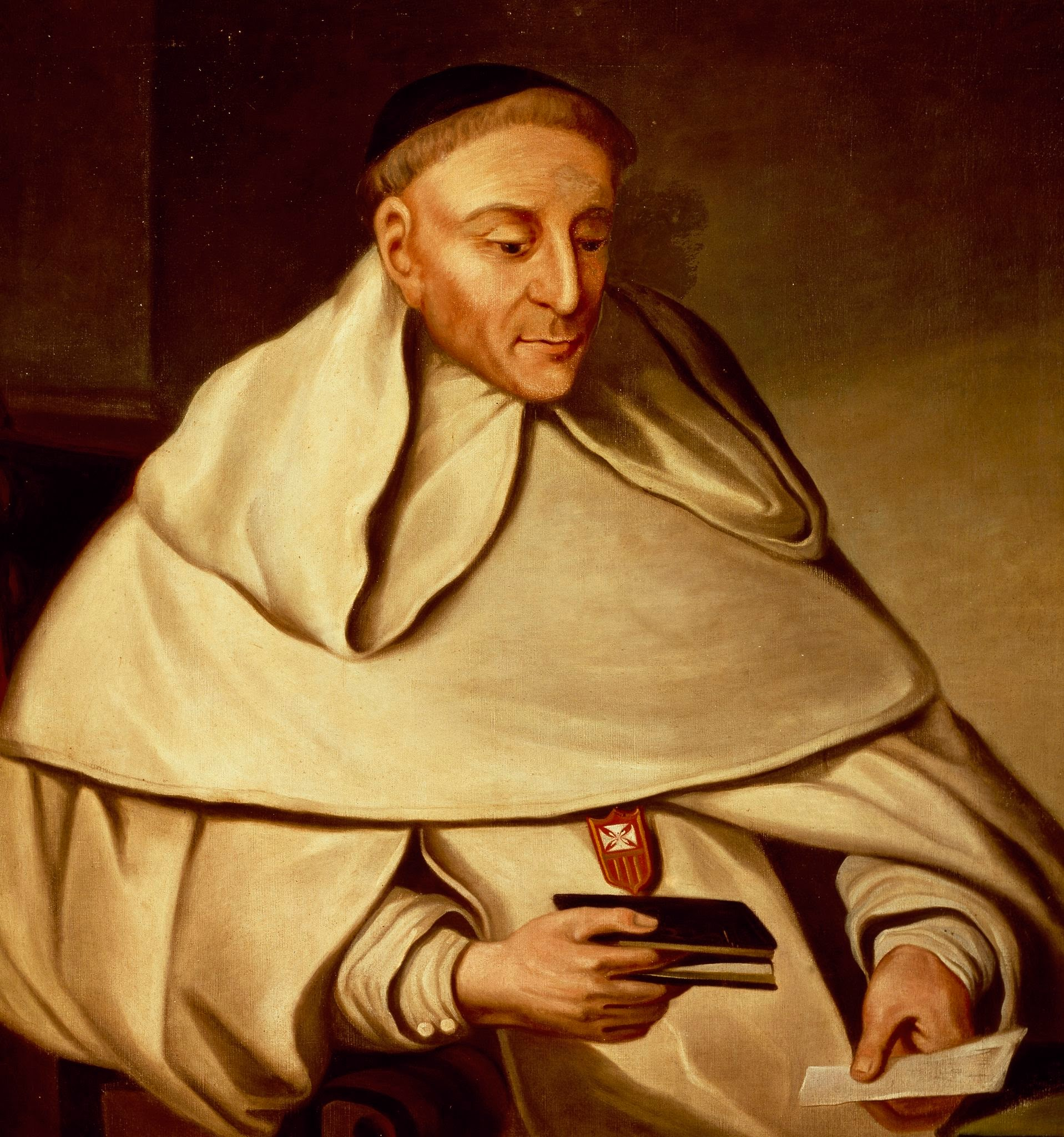
Tirso de Molina

Tirso de Molina, eigentlich Gabriel Téllez (* 1579 in Madrid; † 12. März 1648 in Almazán, Provinz Soria) war ein spanischer Dramatiker.

## Leben
Was das genaue Geburtsdatum von Gabriel Téllez betrifft, so ist dieses bis heute in der wissenschaftlichen Literatur nicht geklärt. So hat etwa Blanca de los Ríos nach dem Fund einer auf Téllez Girón lautenden Geburtsurkunde die (heute nicht mehr haltbare) These aufgestellt, Tirso sei unehelicher Sohn des Herzogs von Osuna, Pedro Téllez-Girón (3. Duque de Osuna), gewesen. Nach Arellano (1995, S. 329) ist es wahrscheinlich, dass Tirso im Jahr 1579 in Madrid zur Welt kam, wo er am 29. März in der Pfarrkirche von San Sebastián getauft wurde. Man kann aber auch die Jahreszahlen 1581, 1584 und andere finden. Über seine Kindheit ist so gut wie nichts bekannt. Seine Eltern waren einfache Bedienstete des Conde de Molina de Herrera.
Tirso de Molina trat am 4. November 1600 in den Orden der Mercedarier in Toledo ein, am 21. Januar 1601 kam er in das Kloster San Antolín bei Guadalajara. 1606 wurde er in Toledo zum Priester geweiht, wo er Theologie und Kunst studiert hatte. Nach einigen Schwierigkeiten mit kirchlichen Behörden wegen erster Theateraufführungen zog er sich zwischen 1614 und 1615 ins Kloster von Estercuel, in Aragonien zurück. 1616 wurde er auf eine Mission nach Westindien gesandt, in das Gebiet der heutigen Dominikanischen Republik, wo er an der Universität von Santo Domingo Theologie lehrte. 1618 kehrte er von der Reise zurück und lebte anschließend in einem Mercedarier-Kloster in Madrid. Dort nahm er an den Sitzungen der Academia poética de Madrid teil, beteiligte sich an den damals in Mode befindlichen Schreibwettbewerben und produzierte etliche Theaterstücke wie El burlador de Sevilla (um 1619) und El Vergonzoso en palacio (1621). Zwischen 1624 und 1633 werden dort auch die fünf Teile (Partes) seiner Komödien veröffentlicht.
1625 wurde er deshalb von der so genannten „Junta de Reformación de las Costumbres“ (etwa: Sittenreformkommission) ermahnt, da es nicht statthaft sei, dass sich ein Ordensmann in seinen literarischen Werken weltlichen Themen widme. Es wurde ihm sogar die Exkommunikation angedroht, und zur Strafe wurde er nach Andalusien (Sevilla) und später Cuenca versetzt. 1626 wurde er zum „Comendador“ (Prior) seines Ordens in Trujillo ernannt, wo er sich bis 1629 aufhielt. Frucht dieses Aufenthalts in der Heimatstadt der Pizarro-Brüder sollte unter anderem eine Trilogie über die Konquistadoren aus der Extremadura sein.
Zwischen 1632 und 1639 hielt er sich in Madrid auf. Als offizieller Chronist seines Ordens beendete er dort 1639 die Historia General de la Orden de la Merced, eine Geschichte des Mercedarierordens, die er sieben Jahre zuvor begonnen hatte. Wegen erneuter Schwierigkeiten wurde er 1640 wieder nach Cuenca verbannt; 1645 ernannte man ihn zum Prior des Mercedarier-Klosters in Soria. Dieses Amt hatte er wahrscheinlich bis an sein Lebensende inne. Er starb am 12. März 1648 im Alter von über 60 Jahren.

## Bedeutung und Rezeption
Tirso de Molina gehört neben Lope de Vega und Pedro Calderón de la Barca zu den größten Dramatikern Spaniens. Sein literarisches Werk umfasste nach seinen eigenen Aussagen mehr als 400 geistliche (Autos sacramentales) und weltliche (comedias) Stücke, von denen aber nur noch etwa 80 überliefert sind. Viele von ihnen gehören auch heute (2007) noch zum Repertoire spanischer und internationaler Bühnen.
Sein Stück El burlador de Sevilla o convidado de piedra (dt. „Don Juan oder der Verführer von Sevilla und der steinerne Gast“) gilt als erste dramatische Bearbeitung der Don Juan-Sage. Molière bearbeitete nach dieser seinen Don Juan für das französische Theater.

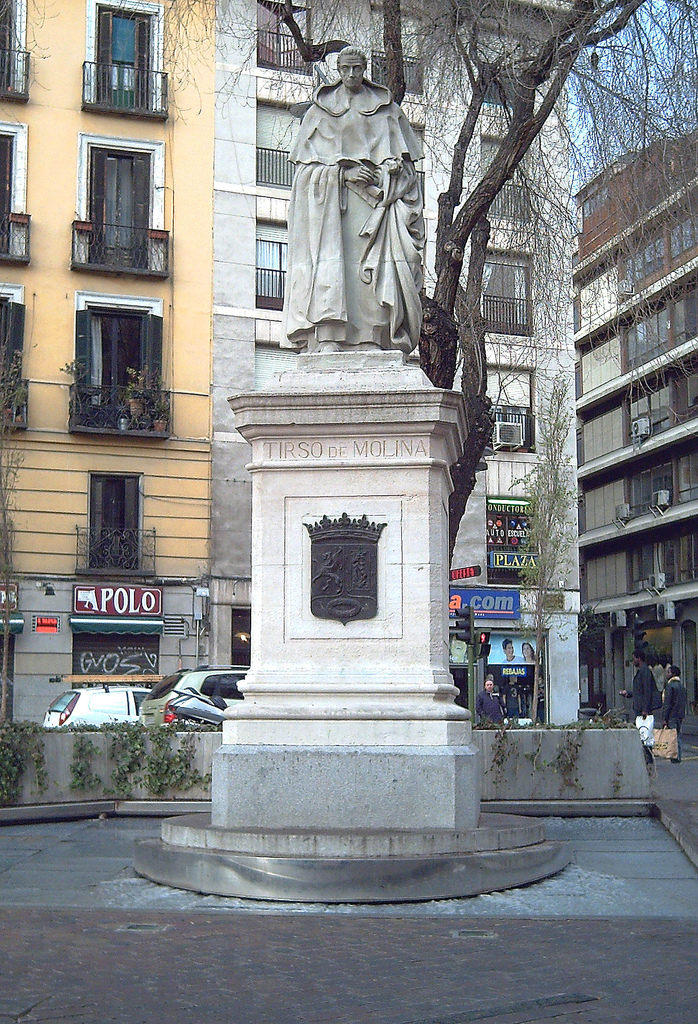
Denkmal in Madrid, von Rafael Vela del Castillo, 1943.

Eine der ersten Werkausgaben seiner Stücke erschien 1631/36 in fünf Bänden in Madrid. Für den deutschen Sprachraum übersetzten Carl August Dohrn und Karl Moritz Rapp als zwei der ersten das Werk Tirso de Molinas.

## Poetisches Konzept
Tirso de Molina ist in der Nachfolge von Lope de Vega Vertreter von dessen comedia nueva, das heißt, es gibt keine Unterscheidung zwischen Komödie und Tragödie, die Theaterstücke halten sich nicht an die klassischen drei Einheiten von Zeit, Ort und Handlung und die handelnden Figuren entstammen sowohl den höheren als auch den niederen Ständen.
Auch in seine Theaterstücke selbst lässt er poetologische Aussagen dieser Art einfließen, wie zum Beispiel in Los cigarrales de Toledo (1624), Deleitar aprovechando (1635) und El vergonzoso en palacio. Natürlichkeit und Originalität sind Schlüsselbegriffe bei ihm. Tirso wendet sich strikt gegen die klassische Normpoetik und reklamiert für sich künstlerische Freiheit. Gegen das Konzept der „Reinheit“ der literarischen Gattungen wendet er ein, dass auch im Alltagsleben Komisches und Tragisches, Hohes und Niederes vermischt sei, und so solle auch das Drama die Realität adäquat wiedergeben. Ähnlich wie Lope (und im Gegensatz zu Calderón) vertraute er nicht auf übertriebene Bühneneffekte und -maschinerien, sondern hielt sich an die eher einfachen Gegebenheiten der sogenannten comedia de corral, die in Hinterhöfen
oder einfachen Theaterbauten gespielt werden konnte. Hingegen legte er großen Wert auf Szenen, in denen die Schauspieler mit ihrer Kunst brillieren konnten.
Was die Psychologie der Figuren in seinen Stücken anbelangt, so heißt es, sein Amt als Beichtvater habe ihm tiefe Einblicke vor allem in die „weibliche Seele“ gewährt. So sind, ebenfalls im Gegensatz zu Calderón, die Frauenfiguren psychologisch glaubhaft gezeichnet, und das Konzept des übertriebenen spanischen Ehrbegriffs (honra) spielt bei ihm keine oder nur eine untergeordnete Rolle. Dagegen kommt in seinen Werken nicht selten eine Neigung zur Situationskomik oder zu Wortspielen zum Tragen.

## Werke

### Weltliche Dramen
- La villana de Sagra (1611)
- El amor médico
- La celosa de si misma
- Don Gil de las calzas verdes (geschrieben um 1615, erschienen 1635)
- Marta la piadosa (geschrieben um 1615)
- No hay peor sordo que el que no quiere oir
- La villana de Vallecas
- El burlador de Sevilla y convidado de piedra (um 1619)
- El condenado por desconfiado (1635)
- Escarmientos para el cuerdo
- El vergonzoso en palacio (1621 approbiert, 1624 veröffentlicht)
- Amar por señas
- La gallega Mari Hernández
- Por el sótano y el torno
- Los tres maridos burlados
- Del enemigo el primer consejo
- Los cigarrales de Toledo (1624)
- Celos con celos se curan
- El castigo del penseque (1613)
- El melancólico
- Privar contra su gusto
- El pretendiente al revés
- La peña de Francia
- El caballero de gracia

### Historische Dramen
- Antona García
- La prudencia en la mujer
- Pizarro-Trilogie:
  - Todo es dar en un cosa
  - Amazonas en las Indias
  - La lealtad contra la envidia
- Las quinas de Portugal
- Cautela contra cautela
- El rey don Pedro en Madrid (Tirso zugeschrieben)

### Biblische Dramen
- La venganza de Tamar
- La mejor espigadera
- La vida y muerte de Herodes
- Tanto es lo de más como lo de menos
- La mujer que manda en casa

### Heiligenviten
- La dama del Olivar
- La Santa Juana (Trilogie, 1613)
- Santo y sastre
- Doña Beatriz de Silva
- Quien no se cae no se levanta

### Autos Sacramentales
- El colmenero divino
- No le arriendo la ganancia
- Los hermanos parecidos (1615 uraufgeführt in Toledo)
- El laberinto de Creta
- La ninfa del cielo
- La madrina del cielo

### Geschichtsschreibung
- Historia general de la Orden de nuestra Señora de las Mercedes. (zwei Teile 1636, 1639)

### Erhältliche Ausgaben

#### Dramen
- Obras completas. Cuarta parte de comedias. I, Madrid-Pamplona, Instituto de Estudios Tirsianos, 1999, ISBN 84-923453-4-9.
- Obras completas. Cuarta parte de comedias, II, ed. M. Zugasti, Madrid-Pamplona, Instituto de Estudios Tirsianos, 2003, ISBN 84-95494-03-5.
- Obras completas. Autos sacramentales. I, Madrid-Pamplona, Instituto de Estudios Tirsianos, 1998, ISBN 84-923453-3-0.
- Obras completas. Autos sacramentales. II, Madrid-Pamplona, Instituto de Estudios Tirsianos, 2000, ISBN 84-95494-01-9.
- El pretendiente al revés y Del enemigo, el primer consejo. (dos comedias palatinas), ed. E. Galar, Madrid-Pamplona, Instituto de Estudios Tirsianos, 2005, ISBN 84-95494-17-5.
- Mari Hernández, la gallega. ed. S. Eiroa, Madrid-Pamplona, Instituto de Estudios Tirsianos, 2003, ISBN 84-95494-08-6.
- El mayor desengaño. Quien no cae no se levanta. (dos comedias hagiográficas), ed. L. Escudero, Madrid-Pamplona, Instituto de Estudios Tirsianos, 2004, ISBN 84-95494-15-9.
- Las quinas de Portugal. ed. C. C. García Valdés, Madrid-Pamplona, Instituto de Estudios Tirsianos, 2003, ISBN 84-95494-09-4.
- Los tres maridos burlados. ed. I. Arellano, Madrid-Pamplona, Instituto de Estudios Tirsianos, 2001, ISBN 84-95494-04-3.
- La villana de la Sagra. ed. A. Hermenegildo, Madrid-Pamplona, Instituto de Estudios Tirsianos, 2005, ISBN 84-95494-16-7.
- La villana de Vallecas. ed. S. Eiroa, Madrid-Pamplona, Instituto de Estudios Tirsianos, 2001, ISBN 84-95494-02-7.

deutsche Übersetzungen
- Don Juan. Der Verführer von Sevilla und der steinerne Gast. Übers. u. Nachw.: Wolfgang Eitel. Stuttgart: Reclam ISBN 978-3-15-003569-6

Don Juan, der Verführer von Sevilla und der steinerne Gast.  Übersetzung: Ludwig Braunfels. Neuausgabe mit einer Biographie des Autors. Hrsg. von Karl-Maria Guth. Berlin: Hofenberg 2016. ISBN 978-3-86199160-1
- Don Gil von den grünen Hosen. Lustspiel. Leipzig: Reclam 1966. (Universal-Bibliothek 8722.)

Don Gil von den grünen Hosen.: Lustspiel in vier Akten nach Tirso de Molina. Bearb. von Johannes von Guenther. [Erstausgabe München 1918]. Berlin, Rütten & Loening, 1956.
- Die fromme Marta. Ein Lustspiel. Deutsch von Ludwig Braunfels. Bühnenbearbeitung: Gustav von Wangenheim. Henschel [1946].

#### Lyrik
- Panegírico a la casa de Sástago. (Poema inédito), edición, estudio y notas L. Vázquez, Madrid-Pamplona, Instituto de Estudios Tirsianos, 1998, ISBN 84-923453-1-4.